# Дюссельдорф-Химмельгайст

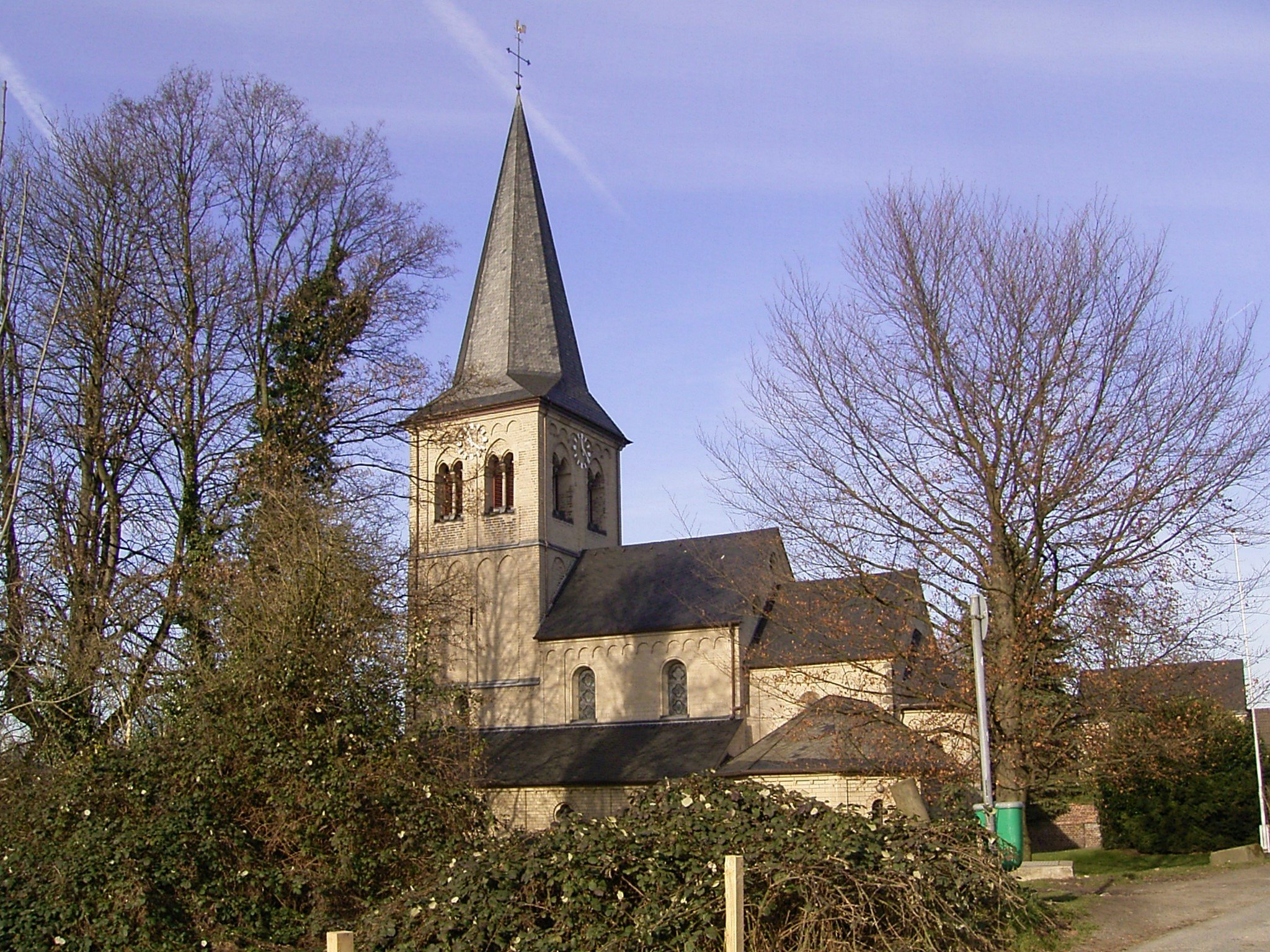
Церковь Св. Николая

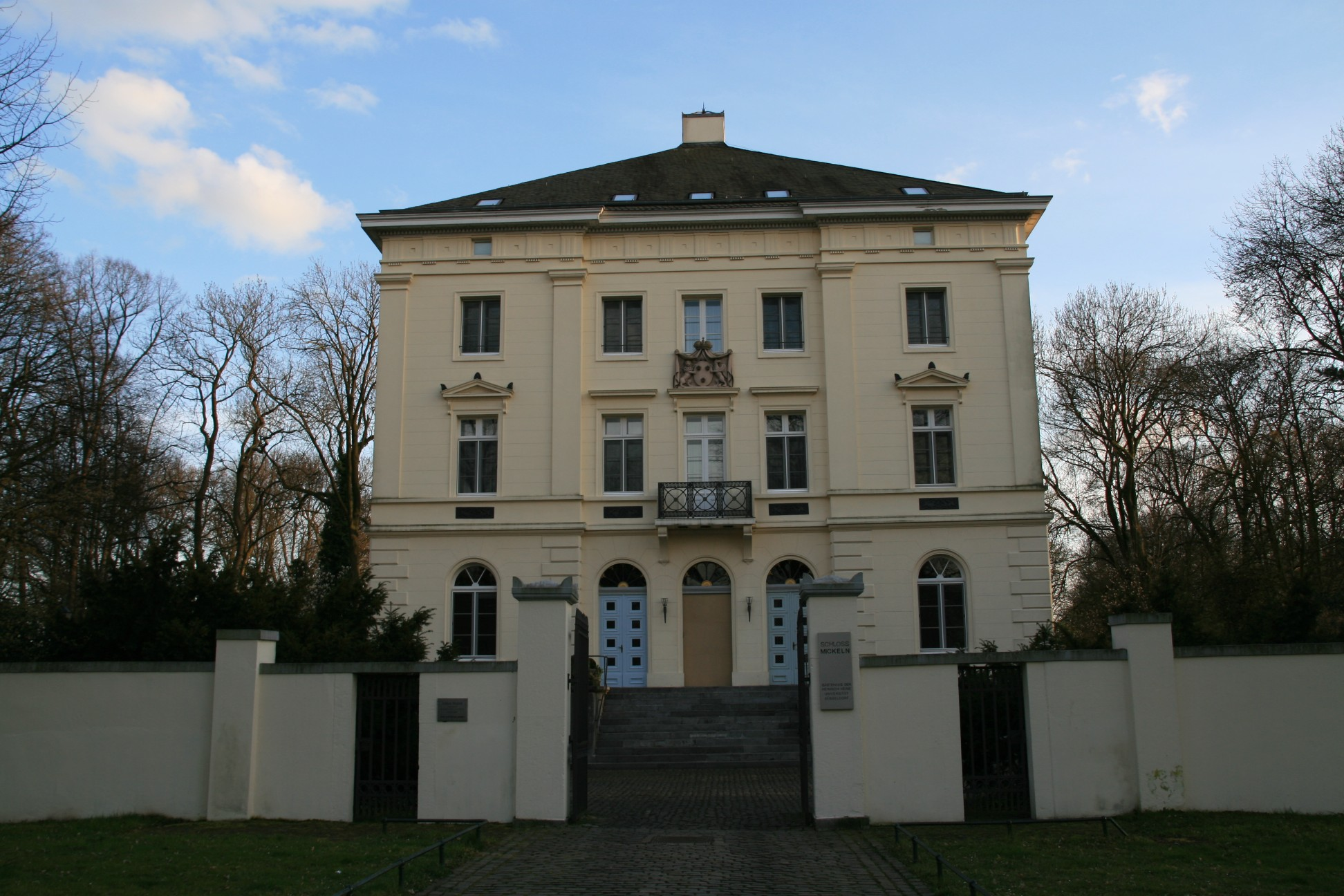
Замок Микельн

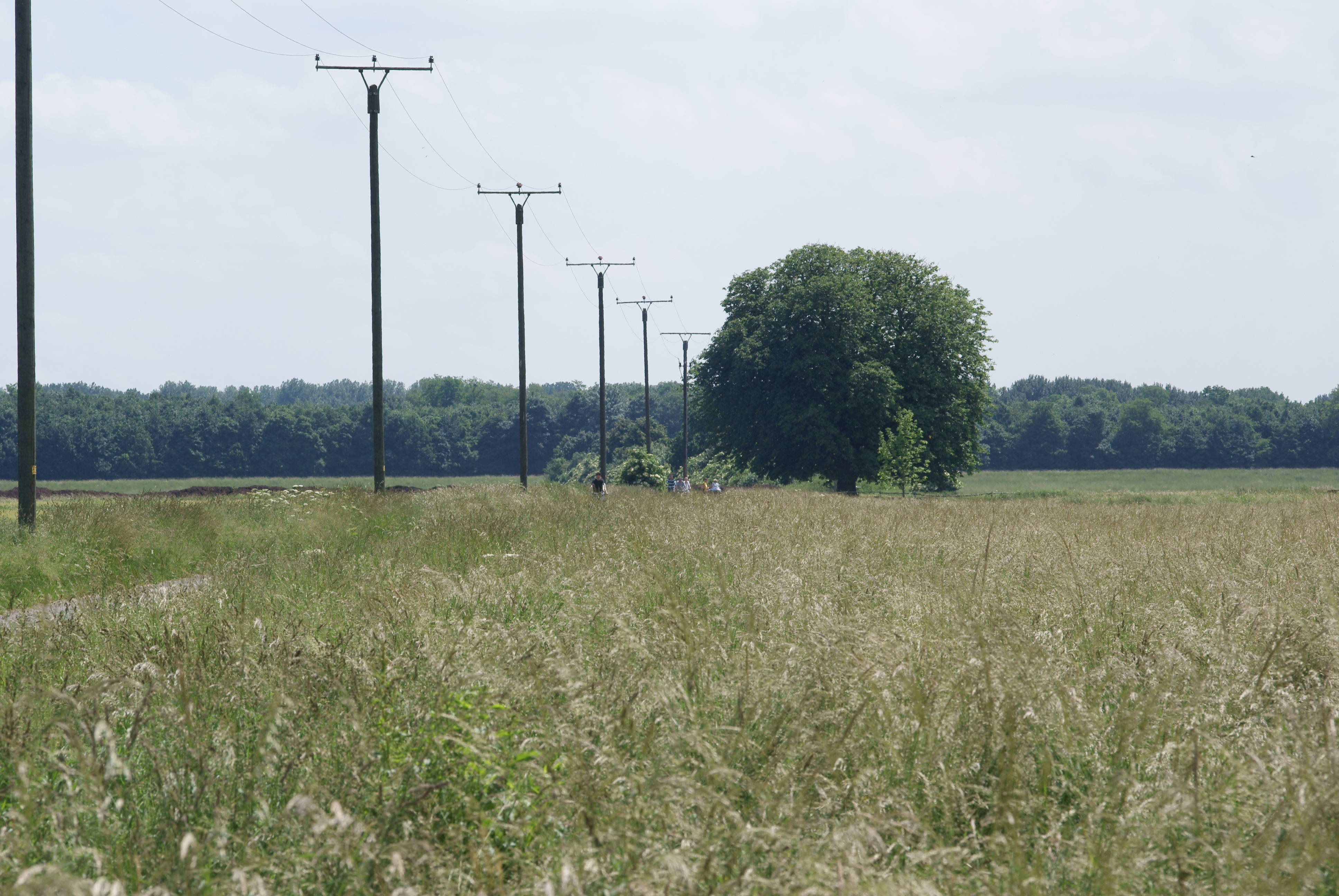
Каштан Химмельгайста

Химмельгайст (нем. Himmelgeist) один из 50 районов Дюссельдорфа, расположенный в 9-м южном округе на берегах Рейна и Иттера. Хотя район имеет большую площадь, по численности населения он относится к самым малым к югу от центра Дюссельдорфа. 
Для района характерны узкие полевые дороги и обширные крестьянские усадьбы. Преимущественное занятие населения в сельском хозяйстве придаёт району тихий сельский облик. Несмотря на существующую угрозу наводнений район является престижным и дорогим для жизни. Арендная плата превышает средний уровень по Дюссельдорфу.
Район является рекреационной зоной для жителей Дюссельдорфа. Их привлекает берег Рейна, особенно южная часть Химмельгайста, так называемая "Рейнская дуга" (Rheinbogen), парк (20 га) и замковая усадьба Микельн (Schloss Mickeln). Соседние районы — Иттер и Фольмерсверт.
Возможные значения слова "Химмельгайст":
- "Небесный дух" — прямое значение в переводе с немецкого.
- "Пустошь" — в переводе со старонемецкого "Humelgis" (болотистая местность), где "Humilis" — низкий, "Gise" — пустошь.
- "Сухое место" — в переводе со средне-верхне-немецкого "geest/geisten" ("сухое пятно в районе наводнений").

## История
Первое документальное свидетельство о существовании Химмельгайста относится к 904 году. Таким образом, он старше Дюссельдорфа. Датировка относятся к дворянской усадьбе Фронхоф (Fronhof) и дому Микельн (Mickeln). Отдельные сообщения относятся к деревенской церкви. Упоминания можно найти также в средневековых документах земельного суда.
Под 1438 годом пишется о дворе Брюкерхоф (Brückerhof), а к 1601 году относится упоминание о дворе Нойенхоф (Neuenhof). В 1835 году пожар уничтожает старый дом Микельн, а в 1836 году на этом месте из его камней строится усадьба, получившая название "Замок Микельн" (Schloß Mickeln).

## Достопримечательности
- Фронхоф
- Замок Микельн
- Церковь Св. Николая
- Усадьба Майерхоф
- Паромная переправа
- Каштан Химмельгайста
- Ливанские кедры 1740 года
- Природная охраняемая территория "Рейнская дуга" (Rheinbogen)